# Anommatus baudii
Anommatus baudii is een keversoort uit de familie knotshoutkevers (Bothrideridae). De wetenschappelijke naam van de soort werd in 1877 gepubliceerd door Edmund Reitter.